# Intelletto passivo
L'intelletto passivo (in latino intellectus possibilis; tradotto anche come intelletto potenziale o intelletto materiale), è un termine della filosofia che è complementare a quello di intelletto agente ed è impiegato per descrivere il funzionamento dell'intelletto (in greco antico: nous ) secondo con la teoria dell'ilomorfismo proposta da Aristotele.

## Concezione di Aristotele
La descrizione più importante e complessiva è presente nel trattato DeAnima, Libro III, capitolo 4. Nella filosofia della mente di Aristotele , l'intelletto passivo «è ciò che è divenendo tutte le cose». Con queste parole Aristotele intende affermare che l'intelletto passivo può potenzialmente diventare qualsiasi cosa ricevendo la forma intelligibile della cosa medesima. L'intelletto attivo (nous poietikòs) è quindi richiesto per illuminare l'intelletto passivo al fine di trasformare la conoscenza potenziale in conoscenza in atto, nello stesso modo in cui la luce trasforma i colori potenziali in colori reali.
L'analisi di questa distinzione è molto coincisa, fatto che ha portato a polemiche su cosa significhi.

### Cultura greca
I commentatori greci come Alessandro di Afrodisia e Temistio fornirono molti commenti sull’intelletto passivo, mentre tacquero ampiamente sull'intelletto attivo. Il dibattito su quest’ultimo si sarebbe acceso solo nell'Occidente cristiano del XIII secolo nel contesto dei dibattiti sul fatto che Avicenna o Averroè avessero elaborato una descrizione del funzionamento dell'intelletto più coerente con la dottrina cristiana. Alessandro di Afrodisia coniò il termine "intelletto materiale", poi ripreso da Averroè, per indicare un tipo di intelletto separato da quello attivo.

### Averroè e san Tommaso d’Aquino
I filosofi successivi, tra cui Averroè e San Tommaso d'Aquino, proposero interpretazioni mutuamente esclusive della distinzione di Aristotele tra intelletto attivo e passivo. I termini "intelletto materiale" e "intelletto potenziale" erano riferiti al fatto che l'intelletto attivo opera sull'intelletto passivo per produrre conoscenza (intelletto acquisito), allo stesso modo in cui l'attualità lavora sulla potenzialità o la forma opera sulla materia.
Averroè sosteneva che l'intelletto passivo, essendo analogo alla materia informe, è un'unica sostanza comune a tutte le menti e che le differenze tra le menti individuali sono radicate nei loro fantasmi, intesi come il prodotto delle differenze nella storia delle loro percezioni sensoriali. Tommaso d'Aquino si oppose a questa posizione nelle Questiones disputatae de Anima, affermando che ogni persona possiede un proprio intelletto passivo, del quale esiste una molteplicità numerica e un’unica specie. L'intelletto agente astrae la specie intellegibile dalla materia e la universalizza, mentre l'intelletto possibile conosce l'universale e lo esprime a parole mediante il concetto. Per essere l'atto di tutti gli intellegibili, l'ente creato dovrebbe essere l'ente infinito creatore; ma ciò non è possibile, e dunque esiste nell'ente creato un intelletto possibile che diviene intellegibile in atto. Negli angeli l'intelletto possibile è sempre attuato, mentre nelle creature umane ciò non si verifica.

### Nella filosofia islamica
L’intelletto passivo corrisponde al primo stadio della conoscenza intellettuale, identificata dal concetto arabo di Aql Bil Quwwah, la ragione che astrae le forme degli enti coi quali infine si identifica. Per Farabi, l'intelletto potenziale diventa attuale ricevendo la forma della materia. In altre parole, l’espressione ‘’Aql Hayulany’’ indica la separazione delle forme degli esistenti dalla loro materia. La forma viene a coincidere con l'Aql. Farabi riconobbe anche l'intelletto potenziale come parte dell'anima.